# Kate Moss
Kate Moss (eredeti neve: Katherine Ann Moss) (London, 1974. január 16. –) angol szupermodell.

## Karrier
1974. január 16-án született Londonban. Szülei 1987-ben elváltak. 1988-ban fedezte fel Sarah Doukas, a Storm Modellügynökség alapítója a John Fitzgerald Kennedy nemzetközi repülőtéren, New Yorkban; Kate ekkor 14 éves volt. 1989-ben Corinne Day készített egy fekete-fehér fotósorozatot a The Face magazin részére The Third Summer of Love címen, amit Melanie Ward tervezett.
Kate nem volt egy tipikus szupermodell, sem magas, sem tökéletes alakja vagy arca  nem volt. 1990-ben kijelentették, hogy ő a szupermodellek ellentéte. De ettől volt tökéletes; hogy nem hasonlított senkire Egyedi arcát az egész világ megszerette.
1999-ben a Maxima magazin szerint a 9. helyen végzett a top 50 legszexisebb modell között, az FHM Top 100-as legszexisebb modell között pedig a 22. helyen. 1999-ben szerepelt az amerikai Vogue novemberi Millennium címlapján mint a Modern múzsák egyike.
1995-ben Fashion Personality of the Year díjat, 1996-ban Vogue/VH1 Model of the Year díjat, 2005-ben pedig Vogue/CFDA díjat nyert, amit az amerikai divattervezők ítéltek neki. 2005-ben szerződést kötött a Rimmellel, majd 2006-ban a Nikonnal, amelynek a hirdetésén meztelenül pózolt egy fényképezőgéppel. 2007 márciusában Moss megnyerte a Legszexisebb nő címet az NME Awardon. 2007-ben a brit nők The Sunday Times Rich Listjén szerepelt, ahol Kate vagyonát 45 millió fontra becsülték. Ő volt a 99. leggazdagabb nő az Egyesült Királyságban. 2007 júliusában a Forbes magazin Kate évi bevételét 9 millió dollárra becsülte. Kate a felső-kereső modellek listáján is szerepelt. 2012-ben a MODELS.COM The Supers listájára került. Szintén a MODELS.COM szerint Kate a 3. legjobban kereső modell volt.
2013-ban Rihannával pózolt egy magazinnak. A képanyagban szinte meztelenül ültek egymás ölében.

### Stílus
Moss találta ki 1993-ban a heroinsikk-pillantást. Nagyon sokan merítettek ihletet ebből egy Calvin Klein-fotózás után. Nagyon sok kritikát kapott az USA-ban Bill Clintontól, aki felszólalt a növekvő heroinsikk-tendencia ellen. Mikor súlyáról kérdezték, Moss mindig magyarázkodni kezdett. Ennek ellenére nemzetközi divatikon lett. Sok díjat stílusáért zsebelt be. Megnyerte a Vanity Fair legjobban öltözött sztár díját. Sienna Miller színésznővel együtt népszerűsítették a bohémsikket. Megjelent a Vanity Fair címlapján a 2006. szeptemberi számban. Farmershortot, Ugg csizmákat, Balenciaga kézitáskákat népszerűsített.

### Botrány
2005. szeptember 15-én a Daily Mirror címoldalon hozta a Mossról készült kokainszippantós fotót. Ezért a H&M bejelentette, hogy nem kíván vele dolgozni az őszi kampány során. A szerződés évi 4 millió fontot ért. Rövid időn belül több más nemzetközi cég is megtagadta a vele való munkát. Moss nyilvánosan bocsánatot kért, és dolgozott tovább azoknak a cégeknek, akik továbbra is igényt tartottak rá, mint például a Dior. Modelltársai és barátai támogatásukról biztosították, többek között Naomi Campbell és Helena Christensen, Catherine Deneuve, Johnny Depp és Alexander McQueen. Novemberben bejelentkezett egy arizonai elvonóra, de nem csinálta végig.

### Visszatérés
Egy évvel kokainbotránya kirobbanása után nagy visszatérést produkált. 2006-ban elnyerte az Év modellje díjat a British Fashion Awardson, és ugyanabban az évben szerepelt a Pirelli naptárában. 2007-ben elkészítette első, 50 darabból álló kollekcióját a Topshoppal karöltve, ami hihetetlen sikert aratott, és munkájáért 3 millió font fizetséget kapott.

### Magánélet
Mario Sorrentivel, majd Johnny Depp-pel való kapcsolatai után Jefferson Hack szerkesztőtől teherbe esett, és 2002. szeptember 29-én világra hozta kislányát. Később hosszú románc fűzte Pete Dohertyhez is.

## Filmjei
- Kendőzetlenül (1995)